# طوق الطهارة

غلاف الرواية.

طوق الطهارة هي رواية عربية من تأليف السعودي محمد حسن علوان في سنة 2007 الفائز بالجائزة العالمية للرواية العربية.